# كارلوس برافو
كارلوس برافو (بالإسبانية: Carlos Bravo) هو مبارز بالسيف فنزويلي، ولد في 25 يوليو 1973 في كاراكاس في فنزويلا.

## وصلات خارجية
- كارلوس برافو على موقع الاتحاد الدولي للمبارزة (الإنجليزية)
- كارلوس برافو على موقع أوليمبيديا (الإنجليزية)